# Gai Burriè
Gai Burriè (en llatí Caius Burrienus) va ser pretor urbà de l'antiga Roma el 82 aC. És esmentat per Ciceró.